# Ozierany (stacja kolejowa)
Ozierany (ukr. Озеряни, ros. Озеряны) – węzłowa stacja kolejowa w miejscowości Ozierany, w rejonie dubieńskim, w obwodzie rówieńskim, na Ukrainie. Rozpoczyna się tu linia do Mizocza.
Stacja powstała w czasach carskich na linii Kolei Południowo-Zachodniej.